# Samia tetrica
Samia tetrica är en fjärilsart som beskrevs av Hans Rebel 1923. Samia tetrica ingår i släktet Samia och familjen påfågelsspinnare. Inga underarter finns listade.

## Bildgalleri

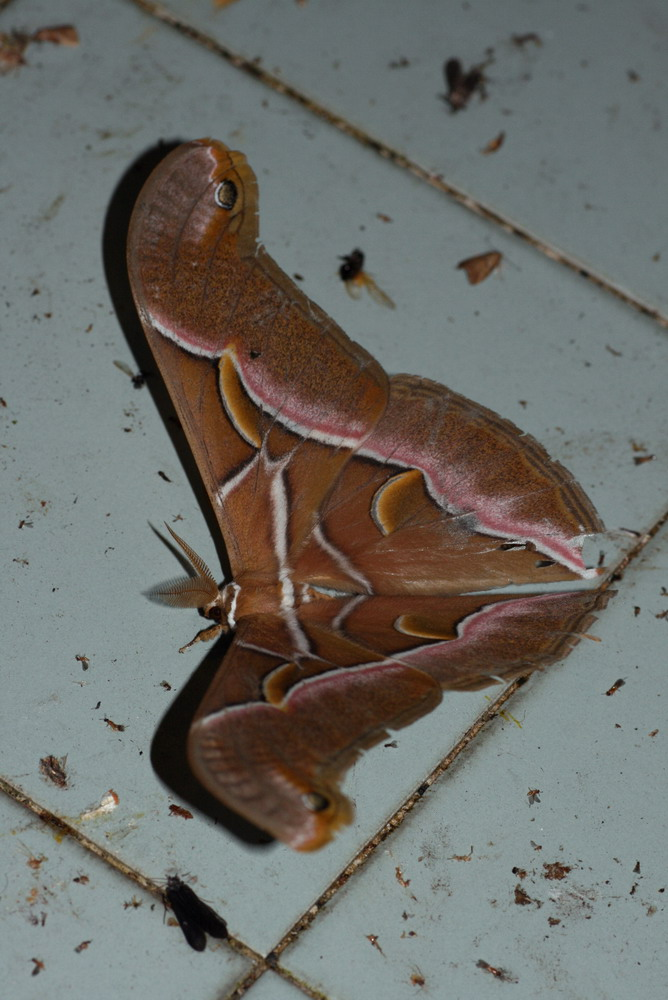